# Never Too Late (álbum)
Never Too Late es el décimo cuarto álbum de estudio de la banda británica de rock Status Quo, publicado en 1981 por Vertigo Records. Se grabó durante el mismo año en los estudios Windmill Lane de Dublín, donde además —y al mismo tiempo— se registraron las canciones de Just Supposin' lanzado cinco meses antes. Por otro lado, fue la última producción de estudio con el baterista John Coghlan, ya que meses más tarde renunció a la banda.
A los pocos días de su lanzamiento logró el segundo puesto en los UK Albums Chart, donde permaneció en total 13 semanas consecutivas en la lista. A fines de marzo del mismo año se certificó con disco de oro por el organismo British Phonographic Industry, luego de vender más de 100 000 copias en el Reino Unido. Por otra parte y para promocionarlo, se publicó en febrero de 1981 su único sencillo «Something 'Bout You Baby I Like», que alcanzó la novena posición en el conteo de sencillos de su propio país.

## Lista de canciones
| N.º | Título                            | Escritor(es)             | Duración |  |
| 1.  | «Never Too Late»                  | Rossi, Bernie Frost      | 3:59     |  |
| 2.  | «Something 'Bout You Baby I Like» | Richard Supa             | 2:51     |  |
| 3.  | «Take Me Away»                    | Parfitt, Bown            | 4:49     |  |
| 4.  | «Falling in Falling Out»          | Parfitt, Bown, Bob Young | 4:15     |  |
| 5.  | «Carol»                           | Chuck Berry              | 3:41     |  |
| 6.  | «Long Ago»                        | Rossi, Frost             | 3:46     |  |
| 7.  | «Mountain Lady»                   | Lancaster                | 5:06     |  |
| 8.  | «Don't Stop Me Now»               | Lancaster, Bown          | 3:43     |  |
| 9.  | «Enough is Enough»                | Rossi, Parfitt, Frost    | 2:54     |  |
| 10. | «Riverside»                       | Rossi, Frost             | 5:04     |  |

| Pista adicional en remasterización de 2005 |                                    |              |          |  |
| N.º                                        | Título                             | Escritor(es) | Duración |  |
| 11.                                        | «Rock 'n' Roll» (versión sencillo) | Rossi, Frost |          |  |

## Músicos
- Francis Rossi: voz y guitarra líder
- Rick Parfitt: voz y guitarra rítmica
- Alan Lancaster: voz y bajo
- John Coghlan: batería
- Andy Bown: teclados
- Bernie Frost: coros